# انجماد جهت‌دار
محمد غفاری

انجماد جهت‌دار

انجماد پیش‌رونده

انجماد جهت‌دار (DS) و انجماد پیش‌رونده دو نوع از انواع انجماد هستند که به روش ریخته‌گری انجام می‌شوند. انجماد جهت‌دار، انجمادی است که از انتهایی‌ترین قسمت قالب نسبت به راهگاه شروع شده و به سمت راهگاه امتداد می‌یابد. انجماد پیش‌رونده، که همچنین به عنوان انجماد موازی شناخته می‌شود نیز، انجمادی است که از دیواره‌های قالب ریخته‌گری شروع می‌شود و از سطح آن به صورت عمودی پیش می‌رود.

## تئوری
بیشتر فلزات و آلیاژها، هنگام تبدیل از حالت مایع به جامد، از نظر حجمی دچار انقباض می‌شوند. همچنین اگر مذاب مادهٔ مورد نظر در هنگام انجماد نتواند اثر این انقباض را جبران کند، ماده پس از انجماد دچار نقص انقباضی می‌شود. هرگاه در فرایند جامدسازی، انجماد پیش‌رونده بر انجماد مستقیم (جهت‌دار) غالب شود، یک عیب انقباضی ایجاد خواهد شد.
شکل هندسی حفرهٔ قالب ریخته‌گری، تأثیری مستقیم بر انجماد پیش‌رونده یا جهت‌دار ماده خواهد داشت. در انتهای تونل قالب، واگرایی جریان گرما اتفاق می‌افتد که باعث سرد شدن سریع تر این منطقه (انتهای تونل) از قالب ریخته‌گری نسبت به مناطق اطرافش خواهد شد. به این اتفاق، اثر نهایی (End effect) می‌گویند.
در قسمتی از قالب، که حفرهٔ بزرگ‌تر و پهن‌تر می‌باشد، فرایند سرد شدن به اندازهٔ مناطق اطراف آن سریع رخ نخواهد داد، چون در این حفره‌ها شدت جریان گرما کمتر است. به این رویداد، اثر رایزر (Riser effect) گفته می‌شود. همچنین توجه داشته باشید که کنج‌های قالب می‌توانند هم جریان گرمای واگرا و هم همگرا ایجاد کنند. این کنج‌ها به عنوان نقاط داغ (Hot spots) نیز شناخته می‌شوند.
به منظور ایجاد انجماد جهت‌دار، استفاده از امکاناتی مانند ایجاد لرزهٔ مناسب برای تقویت فرایند انجماد، استفاده از پوشش‌های عایق، کنترل میزان و سرعت ریختن مذاب در قالب و کنترل دما، ضروری است.
انجماد جهت‌دار می‌تواند به عنوان یک فرایند تصفیه نیز مورد استفاده قرار بگیرد. در فرایند انجماد، از آنجایی که بیشتر ناخالصی، قابل حل شدن در فاز مایع ماده می‌باشد تا فاز جامد؛ این ناخالصی‌ها با پیشروی جبههٔ انجماد، تحت فشار قرار خواهند گرفت که این موضوع سبب می‌شود تا بیشتر مادهٔ ریخته‌گری شده، غلظت ناخالصی کمتری نسبت به مادهٔ اولیه داشته باشد، در حالی که بخش کوچکی از مادهٔ حاصل ریخته‌گری (آخرین قسمتی که از قالب ریخته‌گری جدا خواهد شد) غنی از ناخالصی می‌باشد. این قسمت آخر را می‌توان اسقاط یا بازیافت کرد. میزان مفید بودن فرایند انجماد جهت‌دار در خارج‌سازی یک ناخالصی خاص از یک فلز خاص، بستگی به ضریب تقسیم ناخالصی در فلز خواهد داشت که از معادلهٔ شیل به دست می‌آید. انجماد جهت‌دار (در ذوب ناحیه‌ای) مکرراً به عنوان یک مرحلهٔ تصفیه در فرایند تولید سیلیکون چندبلوری (برای استفاده در سلول‌های خورشیدی)، به کار گرفته می‌شود.

## اثرات ریزساختاری
انجماد جهت‌دار یک روش مناسب برای ریخته‌گری سوپر آلیاژهایی با پایهٔ نیکلی در دماهای بالا است که این سوپر آلیاژهای پایه نیکلی، معمولاً در توربین موتور هواپیما‌ها مورد استفاده قرار می‌گیرند. آلیاژهایی که بر پایهٔ نیکل تک‌کریستالی هستند، پتانسیل بالایی برای داشتن عیوب ریزساختاری مانند عیوب دندریت درشت، شاخه‌های دندریت جانبی طولانی و تخلل دارند.
ریخت‌شناسی این عیوب، به وسیلهٔ بررسی نسبت G به V (که G مقدار شیب دما در مذاب مقابل جبههٔ انجماد می‌باشد و V نرخ انجماد است) قابل درک است.
لازم است که از نسبت در محدودهٔ مناسبی قرار داشته باشد تا به‌طور حتمی یک تک‌کریستال با ریزساختاری صحیح به همراه شاخه‌های دندریت جانبی ایجاد شود. ما امروزه می‌دانیم که افزایش نرخ سرد کردن در فرایند انجماد می‌تواند باعث تسریع بهبود ویژگی‌های مکانیکی ماده شده و در انجماد جهت‌دار به دلیل پالایش شدن ناخالصی‌ها، عمر گسستگی تک‌کریستال افزایش خواهد یافت.
در انجماد جهت‌دار، هنگام رشد تک‌کریستال‌ها، زمانی که فلز ذوب‌شده در شکافی که بین فلز جامد شده و قالب است، سرازیر می‌شود، دانه‌هایی جعلی در ساختار به وجود می‌آیند. این اتفاق تأثیر فاجعه‌باری بر خصوصیات مکانیکی سوپر آلیاژهای پایهٔ نیکلی، مثل CMSX4 دارد که البته می‌تواند با حفظ صفحهٔ <۰۰۱> در ساختار، کنترل شود. همچنین لازم است تا دامنهٔ جهت‌گیری‌های محوری در طول فرایند انجماد کاهش یابد تا یک تک‌کریستال به‌طور موفقیت‌آمیز، رشد کند.
در آلیاژهایی با پایهٔ تیتانیم و آلومینیم، ریزساختار لایه‌ای، خواص ناهمسانگردی را در جهت لایه‌ای نمایش می‌دهد و همچنین، سینتیک و جهت‌گیری رشد آن برای بهینه‌سازی خواص مکانیکی آن امری اساسی است. رشد دانه در انجماد جهت‌دار، در جایی که جهت ساختار لایه‌ای با جهت رشد موازی باشد، منجر به مقاومت و انعطاف‌پذیری بالا می‌شود. اضافه کردن رسوب به فازی که از حالت جامد شکل گرفته‌است و نه حالت مایع؛ کار دشواری است. اولین روش برای غلبه بر این چالش این است که از دانهٔ ماده‌ای ثانویه که به درستی جهت‌گیری کرده‌است و در طول فرایند، لایهٔ جدید را با همان جهت مادهٔ اصلی شکل می‌دهد، در طول انجماد استفاده کنیم. این دانه‌های ثانویه در جلوی تودهٔ اصلی ماده قرار می‌گیرد و در نتیجه مادامی که مذاب مادهٔ اصلی در حال جامد شدن است، مادهٔ ثانویه یک الگو برای جهت‌گیری صحیح خواهد داشت. یک روش دیگر برای رسیدن به استحکام بالا برای فاز تک‌لایه‌ای این است که جهت رشد ساختار لایه‌ای را در جهت رشد جبههٔ انجماد قرار دهیم. البته این روش برای یک منطقهٔ کوچک از انجماد موفقیت‌آمیز است. در انتهای انجماد، استحکام خزشی نمونه‌هایی با دانه‌های ستونی، به مراتب بهتر از ساختارهای هم‌محور هستند.
تک‌بلور(به انگلیسی: single crystal) به بلورهایی گفته می‌شود که ساختار بلوری کل نمونه پیوسته و تا لبه آن ناشکسته و بدون مرزدانه باشد. نبود عیوب مربوط به مرزدانه‌ها می‌تواند به تک کریستال‌ها خواص منحصر به فردی بدهد، به خصوص خواص مکانیکی، نوری و الکتریکی، که همچنین بسته به نوع ساختار بلورشناختی می‌تواند ناهمسانگرد باشد. این خواص، علاوه بر این که موجب گرانبها شدن برخی جواهرات شده، در وسایل تکنولوژیکی، مخصوصاً در نورشناسی و الکترونیک به کار می‌رود. به دلیل اینکه اثرات آنتروپی به حضور عیوب در ریز ساختار جامدات، مانند ناخالصی، کشش ناهمگن و ناکاملی‌های بلوری مانند نابجایی ها کمک می‌کند، تک بلورهای عالی با اندازه قابل توجه در طبیعت بسیار کمیاب و همچنین ساخت آن‌ها در آزمایشگاه بسیار سخت است. بنابراین آن‌ها را در شرایط کنترل شده می‌توان ساخت. از طرفی دیگر، تک بلورهای ناقص می‌توانند در طبیعت به اندازه‌های بسیار بزرگ برسند. گونه‌های معدنی زیادی مانند سیلیکات بریلیوم و الومینیوم، سنگ گچ و فلدسپات‌ها با بلورهایی به ادازه چندین متر شناخته شده‌اند. در مقابل تک بلور، ساختار آمورف یا بی‌ریخت قرار دارد که موقعیت اتمی فقط به مرتبه بازه کوتاه محدود می‌شود. در بین این دو محدوده، چندبلور قرار دارد که از تعدادی بلور کوچکتر به نام کریستالیت تشکیل شده‌است.